# Kolī (ort i Iran)
Kolī (persiska: كُلی, كُلّی, كَلی) är en ort i Iran.   Den ligger i provinsen Ardabil, i den nordvästra delen av landet, 300 km nordväst om huvudstaden Teheran. Kolī ligger 2 056 meter över havet och antalet invånare är 518.
Terrängen runt Kolī är lite bergig. Runt Kolī är det ganska glesbefolkat, med 38 invånare per kvadratkilometer. Närmaste större samhälle är Khalkhāl, 15,3 km norr om Kolī. Trakten runt Kolī består i huvudsak av gräsmarker.